# Henning von Bredow
Henning von Bredow war von 1406 bis 1414 Bischof von Brandenburg. Er gehörte dem Prämonstratenserorden an.

## Leben
Henning von Bredow war ein Angehöriger der mittelmärkischen Adelsgeschlechtes Bredow.
Vor seiner Weihe zum Bischof von Brandenburg war er Dompropst von Brandenburg und von 1385 bis 1397 Domherr von Brandenburg. Es wird vermutet, dass seine Wahl zum Bischof von Brandenburg gegen Ende 1406 stattfand. Am 14. Januar 1407 erhielt er von Papst Gregor XII. die Erlaubnis für seine Weihe zum Bischof. Er erließ ein Statut gegen die anstößige Lebensführung der Geistlichen.
Am 24. August 1407 befand sich Henning von Bredow auf dem Weg von Brandenburg nach Ziesar. Unterwegs wurde er von magdeburgischen Stiftsvasallen überfallen und gefangen genommen. Sie verschleppten ihn auf das Schloss Milow bei Milow. Erst durch die Zahlung eines Lösegeldes kam Henning von Bredow am 23. April 1408 wieder frei. Aufgrund der wirren Zustände in der Mark schloss er sich der Quitzowschen Partei an. Mit deren Unterstützung unternahm er noch im Herbst 1408 einen Rachezug gegen die Magdeburger. Bei Glienecke in der Nähe von Ziesar lieferte er sich am 27. Oktober 1408 ein Gefecht mit den Magdeburgern, in dem er siegreich war. Unter der Führung des Magdeburger Erzbischofs Günther II. entstand ein Bündnis gegen die römische Kurie, dem sich auch Henning von Bredow am 16. Juni 1410 anschloss. Beim Einzug des Burggrafen von Nürnberg Friedrich I. in die Mark verließ er die Quitzowsche Partei und huldigte dem Burggrafen am 10. Juli 1412 in Brandenburg.
Die letzte urkundliche Erwähnung Hennings von Bredow datiert auf den 30. April 1414. Das Datum seines Todes ist unbekannt.